# Listă cu cele mai bune romane din SUA în anii 1960

## 1960
1. Advise and Consent de Allen Drury
2. Hawaii de James A. Michener
3. The Leopard de Giuseppe di Lampedusa
4. The Chapman Report de Irving Wallace
5. Ourselves to Know de John O'Hara
6. The Constant Image de Marcia Davenport
7. The Lovely Ambition de Mary Ellen Chase
8. The Listener de Taylor Caldwell
9. Trustee from the Toolroom de Nevil Shute
10. Sermons and Soda-Water de John O'Hara

## 1961
1. The Agony and the Ecstasy de Irving Stone
2. Franny and Zooey de J.D. Salinger
3. To Kill a Mockingbird de Harper Lee
4. Mila 18 de Leon Uris
5. The Carpetbaggers de Harold Robbins
6. Tropic of Cancer de Henry Miller
7. Winnie Ille Pu de Alexander Lenard (translation of Winnie the Pooh by A. A. Milne)
8. Daughter of Silence de Morris West
9. The Edge of Sadness de Edwin O'Connor
10. The Winter of Our Discontent de John Steinbeck

## 1962
1. Ship of Fools de Katherine Anne Porter
2. Dearly Beloved de Anne Morrow Lindbergh
3. A Shade of Difference de Allen Drury
4. Youngblood Hawke de Herman Wouk
5. Franny and Zooey de J.D. Salinger
6. Fail-Safe de Eugene Burdick and Harvey Wheeler
7. Seven Days in May de Fletcher Knebel and Charles W. Bailey II
8. The Prize de Irving Wallace
9. The Agony and the Ecstasy de Irving Stone
10. The Reivers de William Faulkner

## 1963
1. The Shoes of the Fisherman de Morris L. West
2. The Group de Mary McCarthy
3. Raise High the Roof Beam, Carpenters, and Seymour-An Introduction de J.D. Salinger
4. Caravans de James A. Michener
5. Elizabeth Appleton de John O'Hara
6. Grandmother and the Priests de Taylor Caldwell
7. City of Night de John Rechy
8. The Glass-Blowers de Daphne du Maurier
9. The Sand Pebbles de Richard McKenna
10. The Battle of the Villa Fiority de Rumer Godden

## 1964
1. The Spy Who Came in from the Cold de John le Carré
2. Candy de Terry Southern and Mason Hoffenberg
3. Herzog de Saul Bellow
4. Armageddon de Leon Uris
5. The Man de Irving Wallace
6. The Rector of Justin de Louis Auchincloss
7. The Martyred de Richard E. Kim
8. You Only Live Twice de Ian Fleming
9. This Rough Magic de Mary Stewart
10. Convention de Fletcher Knebel and Charles W. Bailey II

## 1965
1. The Source de James A. Michener
2. Up the Down Staircase de Bel Kaufman
3. Herzog de Saul Bellow
4. The Looking Glass War de John le Carré
5. The Green Berets de Robin Moore
6. Those Who Love de Irving Stone
7. The Man with the Golden Gun de Ian Fleming
8. Hotel de Arthur Hailey
9. The Ambassador de Morris West
10. Don't Stop the Carnival de Herman Wouk

## 1966
1. Valley of the Dolls de Jacqueline Susann
2. The Adventurers de Harold Robbins
3. The Secret of Santa Vittoria de Robert Crichton
4. Capable of Honor de Allen Drury
5. The Double Image de Helen MacInnes
6. The Fixer de Bernard Malamud
7. Tell No Man de Adela Rogers St. Johns
8. Tai-Pan de James Clavell
9. The Embezzler de Louis Auchincloss
10. All in the Family de Edwin O'Connor

## 1967
1. The Arrangement de Elia Kazan
2. The Confessions of Nat Turner de William Styron
3. The Chosen de Chaim Potok
4. Topaz de Leon Uris
5. Christy de Catherine Marshall
6. The Eighth Day de Thornton Wilder
7. Rosemary's Baby de Ira Levin
8. The Plot de Irving Wallace
9. The Gabriel Hounds de Mary Stewart
10. The Exhibitionist de Henry Sutton

## 1968
1. Airport de Arthur Hailey
2. Couples de John Updike
3. The Salzburg Connection de Helen MacInnes
4. A Small Town in Germany de John le Carré
5. Testimony of Two Men de Taylor Caldwell
6. Preserve and Protect de Allen Drury
7. Myra Breckinridge de Gore Vidal
8. Vanished de Fletcher Knebel
9. Christy de Catherine Marshall
10. The Tower of Babel de Morris L. West

## 1969
1. Portnoy's Complaint de Philip Roth
2. The Godfather de Mario Puzo
3. The Love Machine de Jacqueline Susann
4. The Inheritors de Harold Robbins
5. The Andromeda Strain de Michael Crichton
6. The Seven Minutes de Irving Wallace
7. Naked Came the Stranger de Penelope Ashe
8. The Promise de Chaim Potok
9. The Pretenders de Gwen Davis
10. The House on the Strand de Daphne du Maurier